# Буг (потік)
Буг (пол. Bog) — гірський потік в Україні, у Самбірському районі Львівської області у Галичині. Лівий доплив Стрию, (басейн Дністра).

## Опис
Довжина потоку приблизно 4,18 км, найкоротша відстань між витоком і гирлом — 3,10 км, коефіцієнт звивистості потоку — 1,35. Формується багатьма безіменними гірськими струмками. Потік тече у гірському масиві Сколівські Бескиди (зовнішня смуга Українських Карпат).

## Розташування
Бере початок на північно-східних схилах плоскогір'я Перехрестя (889 м). Тече переважно на північний схід понад горою Ріх (803 м) (пол. Rich) і у селі Комарники впадає в річку Стрий, праву притоку Дністра.

## Цікавий факт
- У селі Комарники потік перетинає автошлях Т 1423[2].